# Skutečská pahorkatina
Skutečská pahorkatina je krajinná oblast (horopisná jednotka) a geomorfologický okrsek o rozloze 140,61 km² v severovýchodní části Sečské vrchoviny, součást pohoří Železných hor v regionálním členění georeliéfu (tvaru zemského povrchu) Česka. Leží z hlediska administrativně správního v okrese Chrudim náležejícím do Pardubického kraje.
Krajinná oblast o šířce v rozmezí 5–7 km ve směru severovýchod – jihozápad, například na liniích Škrovád – Licibořice, Bítovany – Nasavrky, Skuteč – Včelákov (lokalita Hůrka) a Proseč – Krouna, se táhne od severozápadu k jihovýchodu v délce kolem 24 km, od Škrovádu k Proseči na severovýchodě a od Licibořic ke Krouně na jihozápadě.
Typem georeliéfu pahorkatina v nadmořských výškách přibližně 278–550 m, tvořená na severozápad od Skutče, ve směru na Leštinku a Nasavrky, zejména vyvřelinami železnohorského plutonu (skutečsko-nasavrcký masiv). Pískovce u Lukavice náleží do české křídové pánve. Na jihovýchod od Skutče, směrem k Předhradí a k Pokřikovu, pahorkatina budovaná horninami tzv. hlinské zóny s paleozoickým souvrstvím hlinecko-rychmburským, pokračujícím k Hlinsku v Kameničské vrchovině. V oblasti vodních toků a nádrží je nivní sediment tvořený hlínou, pískem a štěrkem kvartéru.
Horopisem (orografie) se pahorkatina směrem k severu v nadmořských výškách postupně snižuje. Nejníže jsou situovány hladiny řek, Chrudimka ve Škrovádu (278 m), Ležák v Bítovanech (280 m) a Krounka v lesní lokalitě Borek pod Zhoří (350 m). Nejvyšších poloh dosahuje na jihovýchodě, podle vrstevnicové mapy kolem 550 m n. m. v části lokality „Na zadech" nad obcí Otradov.
Vrcholy výraznějších kopců v krajině se pohybují v nadmořských výškách v rozsahu 300 až 540 m, mnohé bez zeměpisného jména. Na jihozápadě pahorkatiny lze k nejvyšším vrchům zařadit Ochoz (520,3 m n. m.) u města Nasavrky s rozhledovým místem na severním svahu do Pardubického kraje.
Nejvyšší body leží u obce Krouna v lokalitě „K Pokřikovu" na vrcholech dvou pahorků, pod kterými protéká říčka Žejbro. V rámci České státní trigonometrické sítě zaměřený trigonometrický bod (č. 4 triangulačního listu 2420) na vrcholu kupy s názvem „Na hrobkách", označený žulovým terénním patníkem s nivelací 539,0 m n. m. a nad lokalitou „Potočina" bezejmenný pahorek s výškou 540 m n. m.

## Geografie

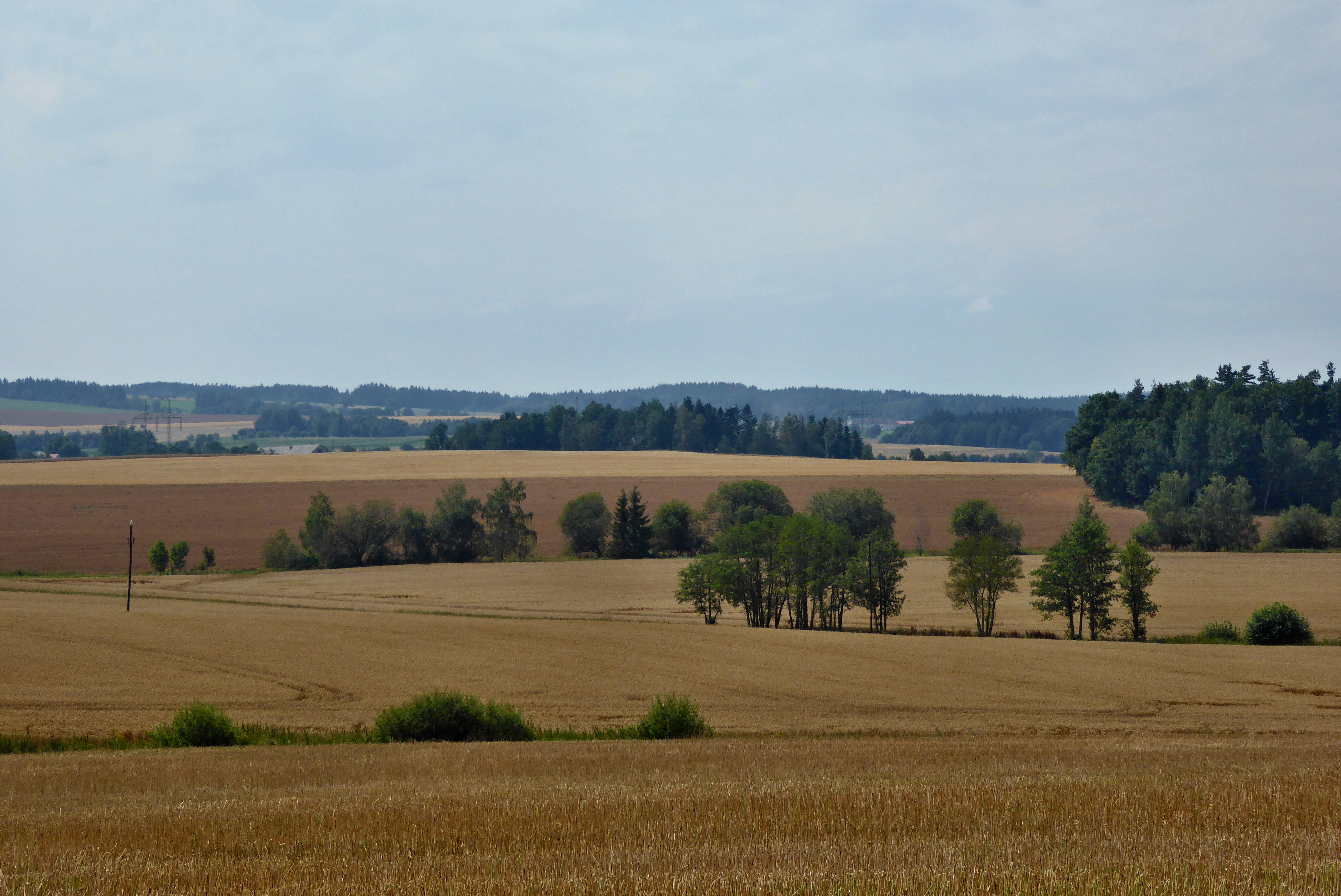
Krajina u Krouny; pahorky se zaoblenými vrcholy dosahují nadmořské výšky nad 500 m, uprostřed výškový bod Na hrobkách (539,0 m n. m.), náleží mezi nejvyšší ve Skutečské pahorkatině, na obzoru zalesněný hřeben Železných hor s vrcholem Čertovina (655 m n. m.)

V geografii Česka je Skutečská pahorkatina situována do nadmořských výšek 278–550 m v podhůří Železných hor, od nejnižší polohy u řeky Chrudimky ve Škrovádu (část Slatiňan) k lokalitě „Na zadech" nad obcí Otradov.
Krajinnou oblast lze přibližně vymezit obcemi (místy) po jejím obvodu (bez územních výstupků) od Anenského potoka v jeho ústí do retenční vodní nádrže s názvem „Štěpánovský rybník", severně od městského centra Skutče:
Anenský potok (podél koryta východním směrem proti jeho toku) – Malhošť (významná geologická lokalita) – Krounka (koryto řeky v lokalitě Borek) – Perálec – Zderaz – Proseč (Farský potok v lokalitě Borka) – Česká Rybná – Otradov (Rychnovský potok nad soutokem s Kamenickou vodou) – Krouna (výškový bod Na hrobkách) – Pokřikov (železniční zastávka) – Mrákotín – Včelákov (část Hůrka s lokalitou Paseky) – Miřetice (vrchol Bartošky 477,8 m) – Ctětín – Nasavrky (vrchol Ochoz 520,3 m) – Licibořice (vrchol Na Vyhlídce 452,3 m až Licibořický potok) – Škrovád (řeka Chrudimka v části Slatiňan) – Bítovany (řeka Ležák pod rybníkem Farář) – Smrček – Vrbatův Kostelec (řeka Žejbro) – Skutíčko (část Skutče) a opět Anenský potok pod Skutčí.
Skutečská pahorkatina tvoří tzv. podhůří horopisně vyšších Železných hor, je okrajovou oblastí v jejich části nazvané Sečská vrchovina. Na severovýchodě sousedí s geomorfologickými okrsky Chrudimské tabule a dále na východ Loučenské tabule, které jsou součástí geomorfologického celku Svitavská pahorkatina. V nejnižších nadmořských výškách kolem 300 m sousedí od nejsevernějšího bodu ve Škrovádu směrem k Bítovanům s Hrochotýneckou tabulí a s postupným nárůstem nadmořské výšky ke 400 m od Bítovan na Smrček, Vrbatův Kostelec a Skuteč se Štěpánovskou stupňovinou.
Mezi Vrbatovým Kostelcem a Zbožnovem je pahorkatina omezena vysokými čelními svahy kuesty Štěpánovské stupňoviny (místy 30–40 m), které proráží v hlubokém údolí řeka Žejbro ve Vrbatově Kostelci a severně pod Skutčí s méně vydatným průtokem Anenský potok do sevřeného úzkého Anenského údolí (přírodní rezervace a evropsky významná lokalita).
Pod Zbožnovem v lesním prostoru Borek (pod nejvyšším bodem Štěpánovské stupňoviny, vrcholem Heráně s nadmořskou výškou 454 m), klesá terén v části přírodního parku Údolí Krounky a Novohradky k nadmořské výšce 350 m na úrovni hladiny Krounky v říčním km 3,9 u silničního mostu ke Zhoři. Od řeky Krounky směrem k Proseči do nadmořských výšek nad 400 m kopíruje hranice pahorkatiny svahy Novohradské stupňoviny Loučenské tabule. 
Na jihovýchodě od Proseče k České Rybné a dále k Otradovu, již v nejvyšších nadmořských výškách nad 500 m, sousedí Skutečská pahorkatina s geomorfologickým okrskem Borovský les, který je součástí Žďárských vrchů v Hornosvratecké vrchovině.
Nad soutokem Rychnovského potoka s Kamenickou vodou u Otradova, na rozhraní s geomorfologickým okrskem Kameničská vrchovina, se hranice pahorkatiny obrací zhruba západním směrem ke Krouně a od ní pokračuje na severozápad k obcím Pokřikov, Mrákotín, Včelákov a Ctětín. Od Nasavrk míří hranice více severněji a u Licibořic se v její severozápadní části vrací opět ke Škrovádu.

### Původ názvu
Zeměpisné jméno (oronymum) je odvozeno od města Skuteč, jehož širší okolí je typické pro reliéf mírně zvlněné krajiny s historicky složitou geologickou stavbou a bohatou kamenickou historií.

### Geomorfologie a přírodní poměry
Geomorfologie řadí Skutečskou pahorkatinu mezi geomorfologické okrsky v rámci regionálního členění georeliéfu provedeného systémově pro celé území Česka. Řádově nejnižší geomorfologická jednotka se dále nedělí, charakterizuje ji obecně typ georeliéfu (tvaru zemského povrchu) – pahorkatina se stejným původem povrchových tvarů a s podobnou výškovou polohou. V seznamu geomorfologických jednotek je označena pětimístným indexem IIC-3B-2.
Tvoří skladebnou část geomorfologického podcelku Sečská vrchovina (index IIC-3B) spolu s dalšími třemi geomorfologickými okrsky: Kameničskou vrchovinou (index IIC-3B-1), Stružineckou pahorkatinou (index IIC-3B-3) a Podhradskou kotlinou (index IIC-3B-4). V rámci Sečské vrchoviny sousedí s jejím horopisně nejvyšším geomorfologickým okrskem Kameničská vrchovina. V absolutních hodnotách nadmořské výšky některých poloh je horopisně nižší, než Stružinecká pahorkatina shodná typem georeliéfu.
Z hlediska historie geomorfologického vývoje reliéfu zemského povrchu je Skutečská pahorkatina součástí geomorfologického celku Železné hory (index IIC-3). Na vzniku pahorkatiny se podílely v její severozápadní části vyvřeliny nasavrckého masivu, v centrální části usazeniny železnohorského staršího paleozoika a proterozoika s ostrůvky křídy, na východě jsou to metamorfované horniny poličského krystalinika.
Plochý povrch pahorkatiny s plošinami holoroviny narušují geomorfologické útvary s hlubokými údolími a vodními toky. Na severozápadě je to část skalnatého údolí Krkanka a kaňonovité údolí v přírodní rezervaci Strádovské Peklo s Chrudimkou, nejvýznamnější řekou oblasti. Centrální část pahorkatiny je prolámána několika údolími protékanými řekou Ležák s lokalitou kamenolomu pod obcí Žumberk a řeka Žejbro v oblasti Žďárce u Skutče a s kamenolomy v okolí Leštinky.
V jihozápadní části pahorkatiny protéká řeka Krounka údolím Kablaně, nedaleko rozhraní s Borovským lesem (Žďárské vrchy) a severněji kaňonovitým údolím Šilinkův důl v části přírodního parku „Údolí Krounky a Novohradky", na rozhraní s Novohradskou stupňovinou (Loučenská tabule). Řeka Krounka má poměrně rozsáhlé prameniště podobně jako Chrudimka pod vrcholem U oběšeného (pomístně Na panenkách), nejvyšším bodem geomorfologického celku Železné hory. 
Přírodní oblast náleží do bukového až jedlobukového vegetačního stupně, je středně zalesněna převážně smrky, v místech s písčitými půdami borovinou s příměsí dubu, vyskytují se zde i bukové porosty. Ukázkou smíšené boroviny je území významné geologické lokality Malhošť (dříve přírodní rezervace) a lokalita Borek na katastrálním území města Skuteč. Průměrná roční teplota se pohybuje kolem 7 °C, srážky 700 mm, vegetační doba zhruba 140–150 dnů v roce, převládá zemědělsko-lesní krajina.

### Geologie

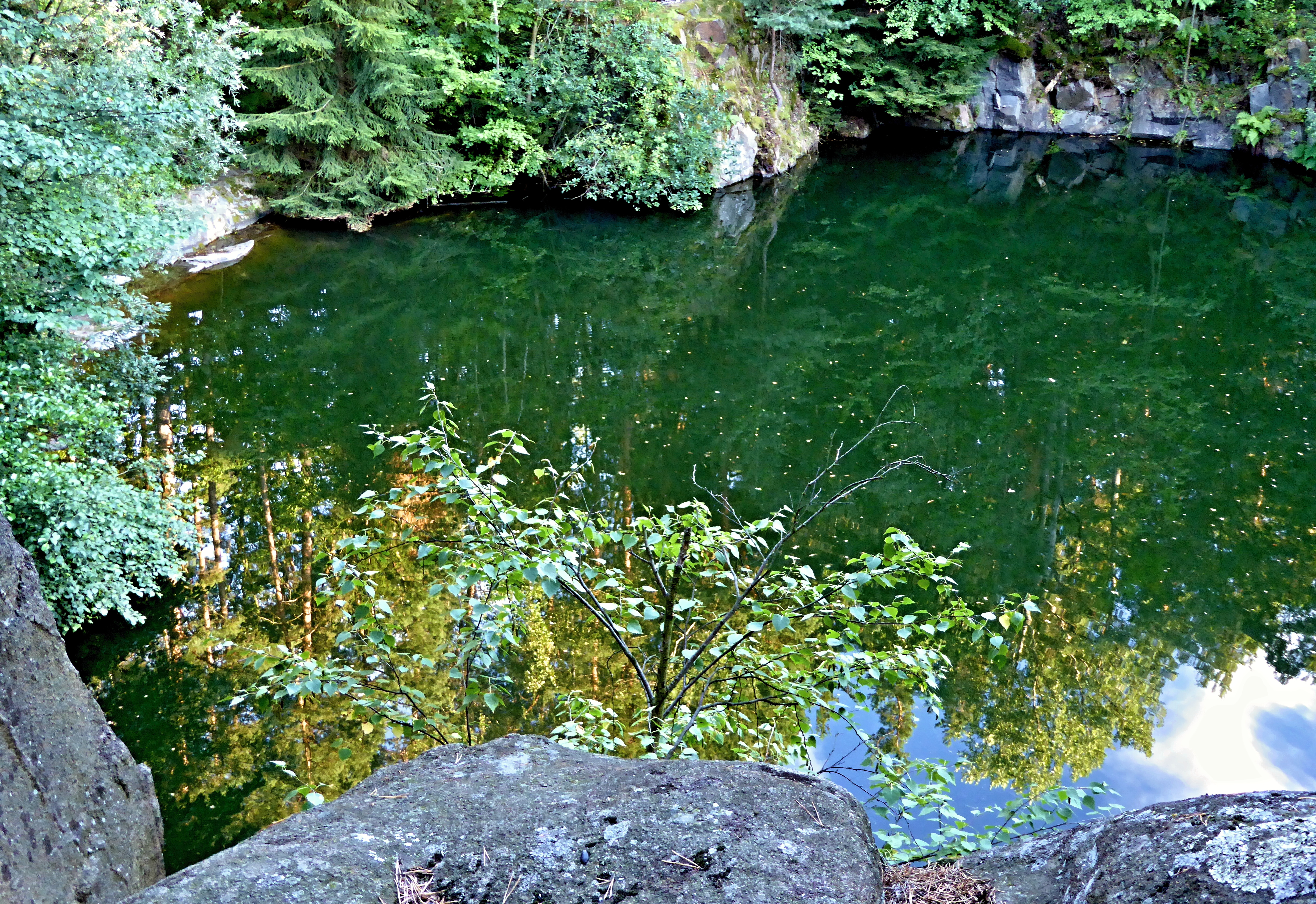
Žulová naučná stezka Horkami; zatopený lom pomístně zvaný Andrusák na návrší v lokalitě Horka, jeden z mnoha bývalých kamenolomů v oblasti Skutečské pahorkatiny

Geologické podloží tvoří horniny droba, slepenec a břidlice (Předhradí až Pokřikov), granit (Kutřín, Miřetín), pararula (mezi Českou Rybnou a Prosečí), granodiorit (Leštinka, Prosetín), metagabro a metadiorit (Švihov), granodiorit až tonalit (Nasavrky) granit (Žumberk), pískovec u Lukavice (ve Škrovádu protéká Chrudimka mezi pískovcovými skalami s bývalými lomy, místo je významnou geologickou lokalitou).
Významné jsou hlubinné vyvřeliny železnohorského plutonu (magmatické horniny), granodiorit (Leštinka, Prosetín), granit (Libáň, Práčov, oblast s hlubokým skalnatým údolím Peklo a balvanitým korytem řeky Chrudimky) a biotitické žuly s červeným zabarvením (Žumberk, Vížecká stráň údolí s řekou Ležák).
Výraznou horninou na jihovýchodě oblasti je droba a slepenec, v podhradí Rychmburku se skalními výchozy (Šilinkův důl, balvanité koryto řeky Krounky) a směrem k Pokřikovu také horniny hlinského proterozoika a paleozoika (břidlice).
Přírodním fenoménem Skutečské pahorkatiny je kámen neboli část horniny. Zejména v průběhu 19. a 20. století byl kámen velkou měrou povrchovým způsobem těžen v kamenolomech za účelem získání kameniva pro stavební činnost, významné bylo jeho použití pro stavbu železničních tratí a silnic..
Podloží pahorkatiny prezentují geologicky významné lokality dokumentované Českou geologickou službou, v mnoha případech bývalé jámové lomy ležící na katastrálním území jednotlivých obcí :
- Bítovany – geologická lokalita Farář[16]
- Horka – geologická lokalita Hlína[17] (u hranic sousedního geomorfologického okrsku Štěpánovská stupňovina)
- Licibořice, Lukavice, Nasavrky, Svídnice – Strádovské Peklo[18] a část geologické lokality Krkanka[19] (též na území sousední Kameničské vrchoviny)
- Leštinka – Lomy v okolí Leštinky[20]
- Lukavice – stejnojmenná geologická lokalita[21]
- Miřetice – geologická lokalita Ležáky[22]
- Mrákotín – stejnojmenná geologická lokalita[23] (u hranic sousední Kameničské vrchoviny) a Lomy u Mrákotína[24]
- Prosetín – stejnojmenná geologická lokalita[25]
- Předhradí – geologická lokalita Rychmburk a Šilinkův důl[26]
- Slatiňany – geologická lokalita Škrovád[27]
- Skuteč – geologické lokality Humperky,[28] Malhošť,[12] Skutíčko[29] a do Národního geoparku Železné hory zahrnutý jámový lom Přibylov[30] (Štěpánovská stupňovina)
- Smrček – geologické lokality Bošov,[31] Kamenné stádo[32] a lom Studená voda[33] (u hranic sousední Štěpánovské stupňoviny)
- Švihov – geologická lokalita Švihůvek[34]
- Žumberk, Vížky – geologická lokalita Žumberk[35]

### Vodstvo
Vodstvo krajinné oblasti náleží do povodí Chrudimky, resp. evropské řeky Labe. Významnější řeky Krounka, Ležák a Žejbro pramení v Kameničské vrchovině, pahorkatinou protékají a vody odvádí v lokalitách Chrudimské tabule do řeky Novohradky, která je pravostranným přítokem Chrudimky.

#### Vodní toky
- Chrudimka, nejvýznamnější řeka Železných hor přitéká do severozápadní části Skutečské pahorkatiny od Vodní nádrže Křižanovice skalnatým údolím Přírodní rezervace Krkanka a pokračuje kaňonem v Přírodní rezervaci Strádovské Peklo do vodní nádrže Práčov (Křižanovice II) s Vodní elektrárnou Práčov a dále až k pískovcovým skalám ve významné geologické lokalitě Škrovád.[27] Podél řeky je vedena vlastivědná stezka Krajem Chrudimky.
- Krounka, nejvýznamnější řeka jihovýchodní části Skutečské pahorkatiny. Pod Otradovem vtéká do údolí Kablaně směrem k České Rybné a od Kutřína dále k Předhradí a Zhoři je údolí s řekou Krounkou součástí přírodního parku Údolí Krounky a Novohradky s mnoha atraktivními místy. Nejzajímavější je Šilinkův důl (významná geologická lokalita)[26] s prudkými svahy a balvanitým dnem koryta řeky a místo pod hradem Rychmburk s kamenolomem. V lokalitě Borek pod vrcholem Heráně (454 m n. m., nejvyšší bod Štěpánovské stupňoviny) opouští řeka Krounka území Železných hor. Podél celé délky řeky na území Skutečské pahorkatiny je vedena turistická trasa.
- Ležák, též Holetínka v horním toku, protéká střední částí Skutečské pahorkatiny, od Holetína nejprve pietně upraveným územím Ležáky (Národní kulturní památka) s bývalým kamenolomem a částí Naučné stezky Ležáky – Miřetice a za úzkým údolím pod vrcholem Zárubky (454,9 m n. m.) vtéká do oblasti s několika významnými rybníky (Hořička, Žďár, Petráň, Kutín, Liška). Pod Žumberkem protéká kamenitým korytem v hlubokém údolí s dosud činným kamenolomem, před Bítovany napájí svými vodami rybník Farář (součást Přírodní památky Farář).
- Žejbro přitéká do oblasti Skutečské pahorkatiny u Krouny, nad Žďárcem u Skutče vtéká do dlouhého údolí, mezi Skutčí a Prosetínem s mnoha bývalými kamenolomy. Největší uskupení lomařských jam leží nad pravým břehem Žejbra na rozlehlém návrším Horka v katastrálním území města Skutče. Nad levým břehem před Leštinkou při železniční trati Pardubice – Havlíčkův Brod (Trať 238) u Cejřova je dosud v provozu rozsáhlý a jeden z nejstarších kamenolomů Zárubka pod stejnojmenným vrcholem (425,0 m n. m.). V hlubokém údolí ve Vrbatově Kostelci ve směru na Podskálu (lokalita s Přírodní památkou Podskala) opouští Žejbro pod jedním ze základních nivelačních bodů Česka oblast Železných hor.

#### Rybníky
Rybníky s větší plochou:
- Haryk (katastr Předhradí)
- Hesiny (katastr Předhradí)
- Hořička (katastr Miřetice)
- Ležák (katastr Miřetice, pietní území Ležáky)
- Petráň (katastr Miřetice)
- Žďár (katastr Smrček)

#### Rybniční soustavy
Rybniční soustava napájená Libáňský potokem v okolí Libáně s přírodní rezervací Hluboký rybník a ve Slavické oboře na území Chráněné krajinné oblasti Železné hory s přírodní památkou Boušovka.
- Libáňská s rybníky: Pařezný, Hluboký, Jezírko, Nový, Loučecký (katastry Nasavrky a Žumberk)
- Slavická obora s rybníky: Brožek, Starý, Trpišovský nový, Podlézský (katastr Licibořice)

#### Vodní díla
Vodní dílo bylo vybudováno na středním toku Chrudimky v letech 1948–1952 s vyrovnávací vodní nádrží Práčov, v roce 1953 zprovozněnou vodní elektrárnou a následným využitím pro vodárenské účely. Výstavba realizována současně s vodní nádrží Křižanovice (Kameničská vrchovina). Ve 2. polovině 20. století bylo plánováno vodní dílo i na řece Krounce u Předhradí (Šilinkův důl), které nebylo realizováno.

### Výškové body

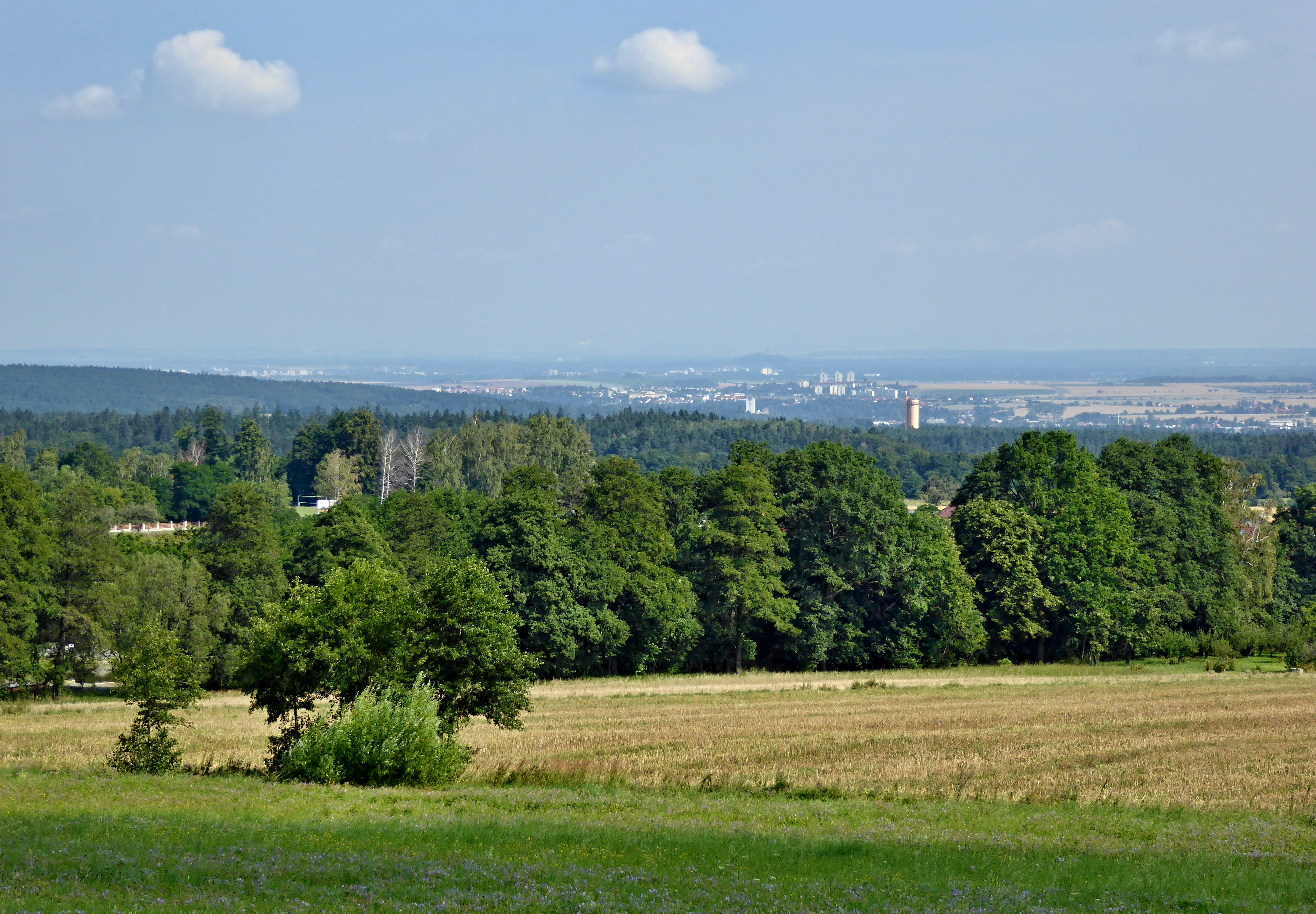
Výškový bod Ochoz (520 m n. m.); severní svahy pod vrcholem nad stejnojmennou obcí u Nasavrk poskytují výhled do značné části Pardubického kraje severním až východním směrem

Vrcholy se pohybují nad 300 m n. m. u významnějších pojmenovaných kopců. Reliéf krajiny zahrnuje také kupy (kopce) se zeměpisným jménem (oronymum), které se opakují (Zárubka) a více bezejmenných pahorků. Některé jsou pojmenovány v rámci České státní trigonometrické sítě, někdy s neobvyklými názvy, například „Remondštangle", trigonometrický bod č. 36 s nadmořskou výškou 492,47 m na katastru obce Předhradí (u okraje veřejného letiště Skuteč).
V důsledku těžby kamene byly některé kopce částečně odtěženy, změnily původní vzhled (Zárubka u Cejřova) nebo jejich vrchol činností kamenoprůmyslu zcela zmizel, například původní vrchol s nadmořskou výškou 469 m návrší Humperky ve Skutči.
Lidskou činnosti vznikl u Nasavrk také nový antropogenní útvar na jih od vrcholu Ochoz (520,3 m n. m.) založením skládky komunálního odpadu.
Některé výškové body podle nadmořské výšky :
- Vitizek (316,1 m), Smrček, v lesním prostoru významná geologická lokalita Kamenné stádo[32]
- Březinky (334,8 m), Smrček, zčásti zalesněný pahorek
- Jahodnice (343,1 m), Lukavice, ve vrcholové části bývalý kamenolom
- Bárův kopec (353,6 m), Trpišov, zalesněný vrchol, CHKO Železné hory
- Šibeniční kopec (365,0 m), Žumberk, v části kamenolom
- Hořička (384,8 m), Smrček, zčásti zalesněný vrchol nad rybníky Hořička a Žďár
- Zárubka (425,0 m), Cejřov, v části kamenolom
- Na Babylónu (436,7 m), Vrbatův Kostelec, zalesněný vrchol
- Na Vyhlídce (452,3 m), Licibořice, Vilemínina vyhlídka, CHKO Železné hory
- Zárubka (454,9 m), Miřetice, zalesněný vrchol, pod vrcholem na jihozápadě vztyčen vysoký kříž s trnovou korunou na území pietního místa Ležáky
- Na hrobce (460,41 m), Skuteč, výškový bod[6] zaměřený v roce 1963 na návrší Humperky, původní vrchol s nivelací 469,0 m n. m. byl odtěžen v důsledku rozšiřování kamenolomu v 60. letech 20. století
- Bartošky (477,8 m), Miřetice, zalesněný vrchol, CHKO Železné hory
- Remondštangle (492,47 m), Předhradí, výškový bod[6] na okraji letištní plochy s panoramatickým rozhledem 360°, v části s náletovými dřevinami
- Na Vávrových (504,5 m), Proseč, pod vrcholem kamenolom
- Ochoz (520,3 m), Nasavrky, rozhledové místo (sever až východ), v jižním směru skládka komunálního odpadu převyšující vrchol
- Na hrobkách (539,0 m), Krouna, výškový bod,[6] náleží mezi nejvyšší body Skutečské pahorkatiny

## Národní geopark Železné hory
Národní geopark Železné hory prezentuje geologickou historii, od roku 2012 překrývá celou plochu Skutečské pahorkatiny. Pro účely tzv. geoturistiky vytvořeno několik stanovišť s informacemi vázajícími se k Železným horám. Místa jsou dostupná zčásti po turistických značených trasách, veřejných polních nebo lesních cestách a místních komunikacích v těchto lokalitách:
- Bítovany[37]
- Ctětín[38]

- Lukavice[39]
- Mrákotín[40]
- Nasavrky[41]
- Prosetín[42]
- Skuteč: Přibylov,[43] Skutíčko,[44] Zbožnov[45] (rozhledová místa, území Štěpánovské stupňoviny Chrudimské tabule)
- Škrovád[46]
- Vrbatův Kostelec[47]
- Žumberk[48]

## Ochrana přírody a krajiny

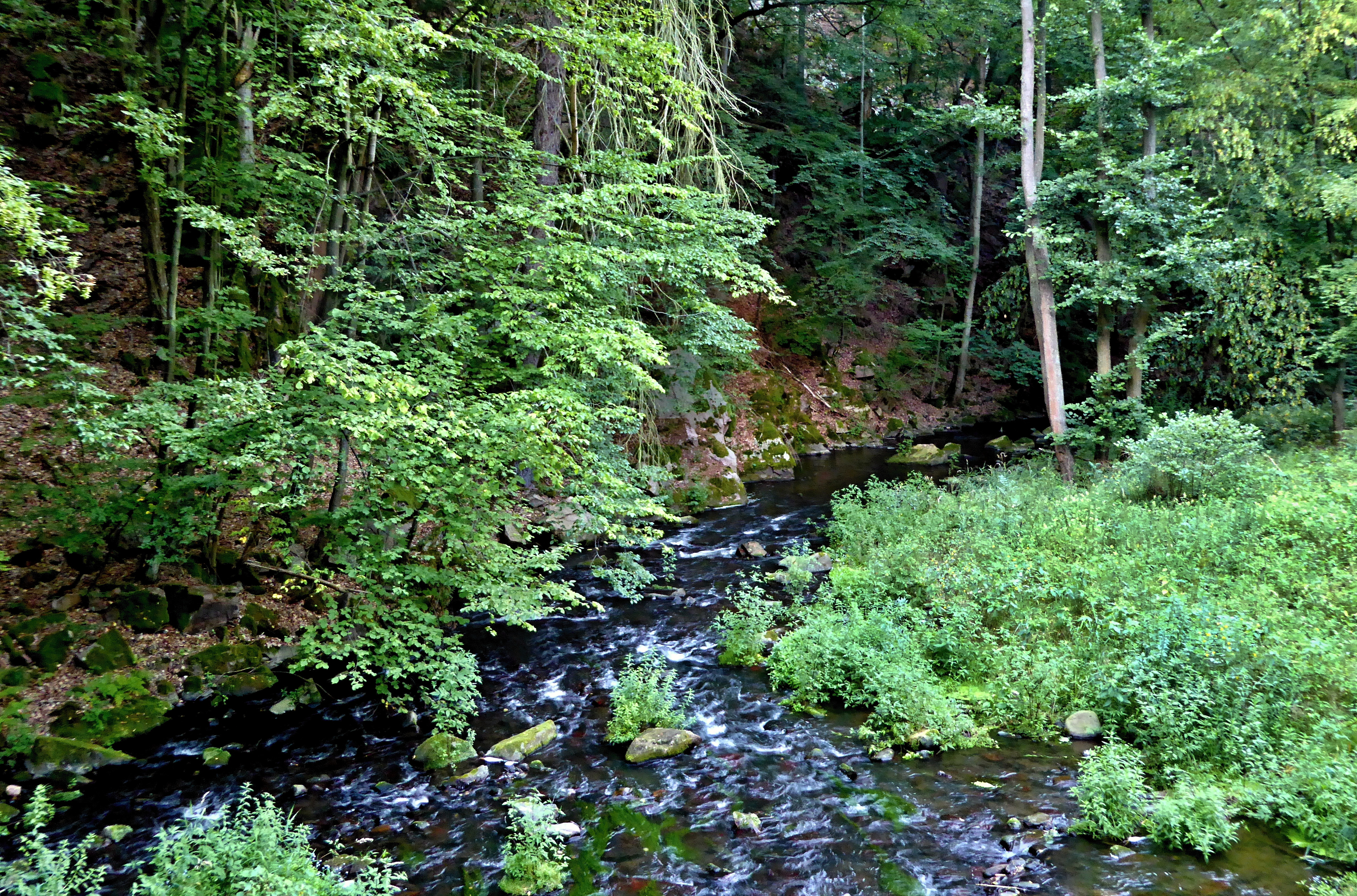
Přírodní rezervace Strádovské Peklo v CHKO Železné hory; kaňonovité údolí s balvanitým korytem řeky Chrudimky a prudkými svahy se skalními výstupy a sutěmi nabízí turistům romanticky laděnou podívanou a vegetaci extrémní podmínky pro život

Ochrana přírody a krajiny je realizovaná ve smyslu Zákona č. 114/1992 Sb., o ochraně přírody a krajiny. Na vymezených lokalitách je zvláště chráněným územím, dvě okrajové plochy jsou od roku 1991 součástí Chráněné krajinné oblasti Železné hory.

### Chráněná krajinná oblast Železné hory
Chráněná krajinná oblast Železné hory (vyhlášená 1.5.1991), s nejzajímavějšími místy přírodní rezervace Strádovské Peklo a částečně i přírodní rezervace Krkanka, překrývá pahorkatinu územím vymezeným Nasavrky, Licibořicemi, Trpišovem, Vysonínem a podél silnice I/37 opět Nasavrky.
Na území chráněné krajinné oblasti leží například Slavická obora založená ve 2. polovině 18. století s chovem jelení a mufloní zvěře a několika vodními nádržemi v rybniční soustavě: Boušovka (též Volšovka, součást přírodní památky Boušovka), Brožek, Trpišovský nový rybník, Podlézský rybník, Smetánka a Starý rybník. Mezi Ctětínem a Miřeticemi překrývá Chráněná krajinná oblast Železné hory i malé území protékané potokem Oběšinka (levostranný přítok Ležáku / Holetínky).

### Evropsky významné lokality
- Boušovka[50] s rybníkem v lesním komplexu Slavické obory
- Hluboký rybník[51] v rybniční soustavě u Libáně
- Krkanka - Strádovské peklo,[52] rozsáhlá lokalita s kaňonem a řekou Chrudimkou (severovýchodní část)
- Slavická obora,[53] významná entomologická lokalita a krajinný prvek

### Přírodní rezervace
- Hluboký rybník
- Krkanka (na území Skutečské pahorkatiny pouze malá část přírodní rezervace)
- Strádovské Peklo

### Přírodní památky
- Boušovka
- Farář
- Hrobka

### Památné stromy
Památné stromy evidované v Ústředním seznamu ochrany přírody a prezentované Agenturou ochrany přírody a krajiny České republiky v katastrech obcí:
Česká Rybná
- Dub letní, u silnice od Proseče
- Lípa srdčitá, dva stromy, svahy nad zástavbou k lokalitě Mokřina
- Lípa u statku, ve svahu k lokalitě Na vrších

Hněvětice
- Lípa velkolistá, lokalita Na Brhách

Kvasín
- Lípa srdčitá, nad zástavbou nedaleko kaple

Leštinka
- Dub letní, u rozcestí ke Skutíčku

Licibořice
- Smrk ztepilý ve Slavicích

Lukavice
- Dub letní, lokalita Lukavička
- Dub letní pod silnicí na Slatiňany (býv. Lukavecká tvrz)

Miřetín
- Dub letní, lokalita U Kablaně

Mrákotín
- Hrušeň obecná, lokalita V rybníce u silnice na Malinné
- Dub letní, lokalita Oflenda

Ochoz u Nasavrk
- Alej dubu letního na hrázi Drahotického rybníka, Libáň

- Alej dubu letního[56] na hrázi rybníka Pařezný[57]
- Dub letní, stromořadí u bývalého rybníka, Libáň
- Dub letní, břeh rybníka Pařezný (Pila u Libáně)

Podlíšťany
- Dub letní, Obořice

Proseč
- Javor klen, Záboří
- Lípa srdčitá, Záboří

Prosetín
- Dub letní, lokalita Na panských lukách k Mrákotínu

Předhradí
- Lípa srdčitá, lokalita Šilinkův důl u řeky Krounky
- Lípa velkolistá, lokalita Panský dvůr
- Lípa srdčitá, lokalita Dolívka
- Lípa srdčitá, u silnice v lokalitě K Borku

Skuteč
- Hrušeň obecná, lokalita Horka, nad silnicí k Prosetínu

### Přírodní zajímavosti
- Kovárenský rybník,[58] v katastru Miřetice slatinné louky s výskytem vzácných druhů rostlin, významný krajinný prvek
- Louka u Čekova, lesní vlhká louka s výskytem vzácných druhů rostlin[59]
- Louky u Prosetína, vlhké louky s výskytem vzácných druhů rostlin, významné hnízdiště ptactva[59]
- Martinický potok (mezi Prosečí a Perálcem), meandrující vodní tok s hodnotnými břehovými porosty[59]
- Poplužský rybník (mezi Žumberkem a Bítovánky), vlhké louky s výskytem vzácných druhů rostlin[59]
- Údolí Krounky a Novohradky, v katastrech Předhradí a Skuteč část přírodního parku s řekou Krounkou[60]

## Kulturní krajina

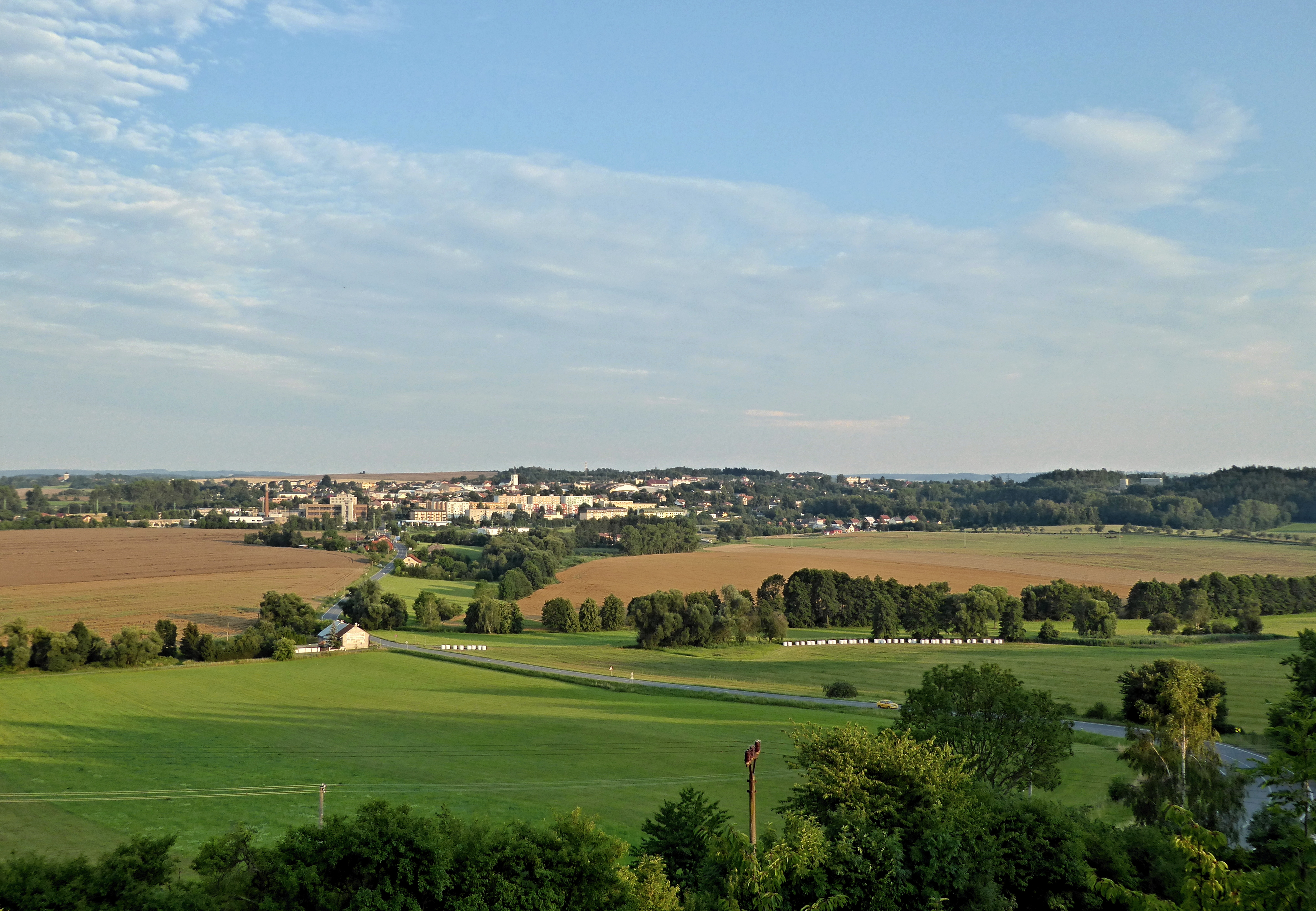
Humperky; vyvýšenina původně s vrcholem 469 m n. m., dnes s výškovým bodem Na hrobce (460 m n. m.), na severním svahu leží město Skuteč, v dávné minulosti s hradištěm u obchodní cesty z Chrudimi na Trstenickou stezku u Litomyšle, v době rozvíjejícího se průmyslu v českých zemích se Humperky staly zdrojem stavebního kamene a vrcholová část byla odtěžena

Kulturní krajina v oblasti Skutečské pahorkatiny je spojena s osídlováním a vnitřní kolonizací Železných hor, zejména od 18. století také s výraznou kameničskou historií.
Krajinná oblast byla osídlována člověkem již v mladší době kamenné (více než 4000 let př. n. l.). Svědčí o tom archeologické nálezy (kamenné klíny, sekeromlaty, aj.), některé nalezené na území města Skutče. Nasavrky a jeho okolí je spojeno s přítomností Keltů ve 2.-3. století př. n. l. (opevněné oppidum).
Z území současných obcí Skuteč, Lažany, Předhradí (do r. 1948 Rychmburk) a Proseč pochází nálezy ze sídlišť 12. a 13. století, především hrncovité nádoby a další keramika typická pro dané období. První písemnou zmínku o Skutči z roku 1289 nalezl český historik August Sedláček při studiu listin v Drážďanech. Za vlády Jana Lucemburského přešlo Skutečsko do majetku vladyků z Mrdic (bývalá tvrz u Heřmanova Městce) a z té doby, kolem roku 1325, pochází i hrad Rychmburk, který se stal centrem kolonizovaného území spojeného se zakládáním dalších osad. Z roku 1350 pochází listina Biskupství litomyšlského, která je na území Česka nejstarší písemnou zprávou o Skutči a zmíněny v ní jsou i farnosti Krouna, Lažany, Otradov, Perálec, Proseč. V rámci kolonizace území vznikla například osada Žďárec u Skutče, jejíž jméno je spojeno s tzv. žďářením, vypalováním lesa. Osada je připomínána k roku 1392 při skutečské rychtě, ke které patřily i Leštinka, Malinné, Skutíčko, Radčice.
Osady vznikaly také při obchodních stezkách (přes Skuteč vedla Chrudimská obchodní cesta na Trstenickou stezku u Litomyšle) a kolem nich byla budována opevněná hradiště, například u Cejřova, Prosetína a také na vrchu Humperky nad Skutčí.
Osidlování oblasti se zakládáním nových osad pokračovalo také v souvislosti s rozšiřováním panství Pánů z Pardubic, Pernštejnů, Kinských (Rychmburské panství). Významnou měrou přispěl k rozvoji sídel v oblasti i rod Auerspergů (Nasavrky, Slatiňany).

### Kamenická historie a kamenoprůmysl

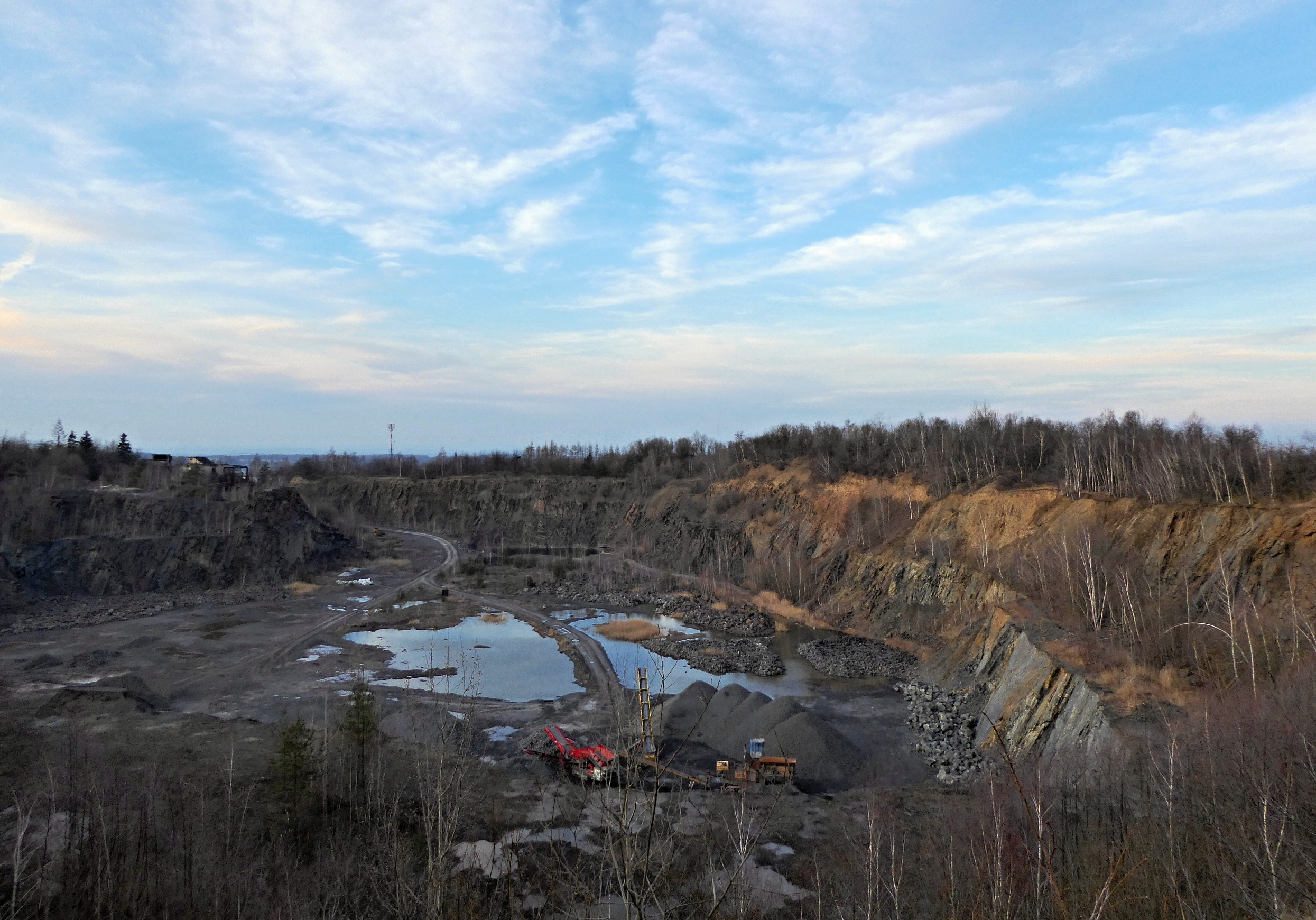
Kamenolom Humperky ve Skutči; v průběhu 20. století intenzivní těžba rohovce, v minulosti v areálu rozsáhlé technologické zařízení kamenoprůmyslu, lom byl propojen železniční vlečkou s kolejištěm železniční stanice Skuteč (dříve Skuteč-město), významný dodavatel stavebního kamene pro kolejové lože železničního svršku a silnice

Skutečská pahorkatina je významnou lomařskou oblastí. Především v širším okolí Skutče, zejména ve směru na Prosetín a Leštinku a také v okolí Proseče, Miřetic a Žumberku se nachází mnoho bývalých a několik dosud činných kamenolomů. Lámání kamene se rozvíjelo od 70. let 19. století a v průběhu 20. století nabylo nebývalých rozměrů. V minulosti patřily místní žulové lomy k největším dodavatelům stavebního kamene a dlažby pro silniční komunikace a drceného kameniva pro kolejové lože železničního svršku v bývalém Československu.
S bohatou kamenickou historií je spojená Skuteč, významné město okresu Chrudim. Městské muzeum ve Skutči věnovalo geologické a kamenolomařské minulosti dvě velké expozice, jednu venkovní s modelovým provedením kamenolomu, včetně jeho originálních technologií a druhou v interiéru muzea s historickými dokumenty. V prostředí venkovní expozice městského muzea jsou prezentovány výjevy z práce na strojích dříve používaných v kamenoprůmyslu, včetně štípání žulových dlažebních kostek, které byly ve 20. století i exportní surovinou. Dříve značně rozšířenými žulovými kostkami jsou vydlážděné mnohé pozemní komunikace, náměstí a chodníky v několika zemích Evropy, kromě Česka a Slovenska také v Polsku, Německu, Rakousku i Srbsku. Zajímavou historii kamenoprůmyslu s popisem několika lomů a způsobem výroby žulové dlažby uvádí již v roce 1931 Vladimír Hájek v publikaci Žulový průmysl na Skutečsku i s dobovými fotografiemi lomařských provozů.
Krajinu se skalními výchozy a kamenolomy, z nichž mnohé jsou zatopené vodou a také změny georeliéfu v důsledku dlouhodobě provozovaných kameno-lomařských provozů s pozůstatky kamenných hald, tvořených nekvalitním kamenem a skrývkou z dobývacích prostorů, prezentuje od roku 2015 v okolí Skutče vedená Žulová stezka Horkami. Prochází velice atraktivní skupinou bývalých lomů Andrusák, Budoucnost, Ešnerák, Kaňon, Kosovo, Leštinka, Macháčkův lom, Modráčkova skála, Novákovo jezírko, Vamberák, Zveřinov, Žulolom (abecedně řazeno).
Trasa Žulové stezky Horkami vede také kolem rozsáhlého dobývacího prostoru stále činného lomu Litická, který je podobně jako některé bývalé kamenolomy veřejně nepřístupný (například v prostoru bývalého Žulolomu vybudována základna potápěčů).

### Obce a významné památky
S postupným osídlováním a rozrůstáním obcí se pojí historické kulturní památky na jejich území.
- Krouna – kostel sv. Michaela archanděla, evangelický kostel
- Lažany – kostel sv. Václava
- Lukavice – zámek (bývalý horní úřad), pozůstatky nejstarší chemické továrny v Čechách na výrobu kyseliny sírové
- Miřetice – Národní kulturní památka Ležáky
- Nasavrky – kostel sv. Jiljí opata, zámek (Keltská expozice, sídlo CHKO Železné hory)
- Otradov – kostel sv. Bartoloměje
- Proseč – kostel sv. Mikuláše, evangelický kostel
- Předhradí – hrad Rychmburk, kostel Panny Marie Sedmibolestné
- Skuteč – kostel Nanebevzetí Panny Marie, špitální kostel Božího těla
- Vrbatův Kostelec – kostel sv. Havla
- Žumberk – kostel Všech svatých

## Turistika

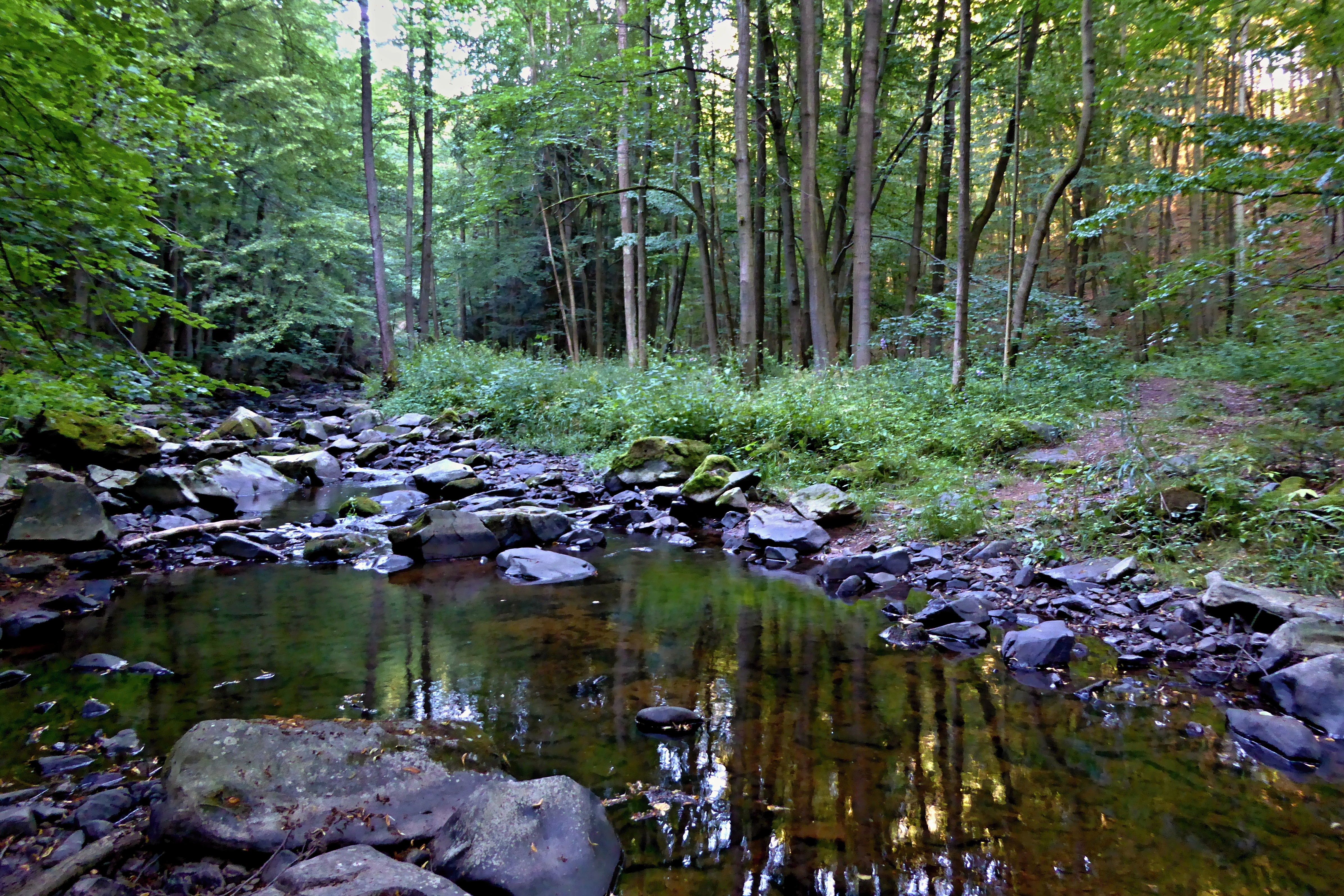
Šilinkův důl; balvanité koryto řeky Krounky a divoká příroda v Přírodním parku Údolí Krounky a Novohradky

Pro turistiku atraktivní lokality zejména podél řek a potoků, například přírodní rezervace Strádovské Peklo s řekou Chrudimkou, Šilinkův důl v části přírodního parku Údolí Krounky a Novohradky s řekou Krounkou aj. Na turistických mapách Klubu českých turistů (edice v měřítku 1:50 000) uvedena ve dvou částech, jihovýchodní na mapovém listu 47 s názvem Vysokomýtsko a Skutečsko a severozápadní na mapovém listu 45 s názvem Železné hory.
Krajinnou oblastí jsou vedeny turistické trasy Klubu českých turistů, naučná stezka s názvem Stopy Ležácké tragédie v okolí památníku Ležáky, naučná Žulová stezka Horkami v oblasti bývalých kamenolomů u Skutče, část Keltské naučné stezky u Nasavrk (směřující do míst bývalého keltského oppida u Českých Lhotic) a část naučné stezky Chrastecka v údolí řeky Žejbro u Vrbatova Kostelce s jedním se základních nivelačních bodů Česka.

### Turistické trasy
Červeně značená:
- Skuteč – Krouna;[59] údolí řeky Krounky, část Přírodního parku Údolí Krounky a Novohradky, atraktivní místa Skutečské pahorkatiny. Zajímavosti (situačně proti toku řeky Krounky): v části přírodního parku hluboké údolí s balvanitým korytem řeky Krounky od Zhoře po Kutřín, Předhradí (významná geologická lokalita, kamenolom, hrad Rychmburk, kostel Panny Marie Sedmibolestné, Panský dvůr), Šilinkův důl s úzkou soutěskou se skalními výchozy a vysokými svahy, údolí Kablaně pod nejvyššími partiemi Skutečské pahorkatiny v lokalitě „Na Zadech" (dostupnost z Otradova nebo Rychnova neznačenou trasou, polní cesta).

 Modře značené:
- Škrovád – Nasavrky;[63] podél řeky Chrudimky, atraktivní místa Železných hor. Zajímavosti : Škrovád (významná geologická lokalita, pískovcové skály, bývalé lomy), Svídnice, PP Hrobka, Lukavice (Prádelný rybník, Bartolomějská šachta, zámek – v minulosti sídlo správy pyritových dolů), Vodní nádrž Práčov / Křižanovice II, Pařezný rybník (největší v Libáňské rybniční soustavě), PR Hluboký rybník (rašelinné louky, borové porosty, alej mohutných dubů, významné hnízdiště ptactva), Libáň (památník hudebního skladatele Zdeňka Fibicha, Drahotický rybník s alejí dubů na hrázi), PR Strádovské Peklo (kaňon s řekou Chrudimkou, významná geologická lokalita), PR Krkanka (část skalnatého údolí s řekou Chrudimkou, významná geologická lokalita), Nasavrky (TIC, PP Kaštanka se stromy kaštanovníku setého - Castanea sativa, Včelařské arboretum, zámek s expozicí Po stopách Keltů, kostel sv. Jiljí, sídlo CHKO Železné hory).
- Bítovánky – Ležáky;[59] významná místa Sečské vrchoviny. Zajímavosti : Bítovánky (významná geologická lokalita, PP Farář), rybníky Poplužský, Velká Straka, Malá Straka, významné geologické lokality Studená Voda a Kamenné stádo), Bošov (významné geologické lokality Bošov a Švihůvek), Miřetice (Kovárenský rybník), Ležáky – údolí s řekou Ležák / Holetínky, rybníkem Ležák a bývalým kamenolomem, vrchol Zárubka (455 m n. m.).

 Zeleně značené:
- Radochlín – Smrček;[59][63] řada významných geologických lokalit. Zajímavosti : kamenolom pod Šibeničním kopcem (365 m n. m.), údolí s řekou Žejbro, Žumberk (zřícenina hradu, kostel Všichni svatí, lidová architektura), Smrček (významné geologické lokality).
- Libáň – část PR Krkanka;[63] přírodně atraktivní lokality Železných hor. Zajímavosti : PR Strádovské Peklo (zřícenina hradu Strádov, suťové lesy), PR Krkanka (balvanité řečiště řeky Chrudimky, sutě, mrazové sruby).
- Ležáky – Skuteč;[59] historicky významná místa, krajinné scenerie a geologické lokality s bývalými lomy i činnými dobývacími prostory v okolí Leštinky a Skutče. Zajímavosti : Ležáky, bývalá osada vypálená za tzv. Heydrichiády, dnes upravené pietní místo a muzeum, národní kulturní památka, u silnice Habroveč – Louka pomník Karla Kněze, spoluzakladatele odbojové skupiny Čenda za II. světové války (část Naučné stezky Stopy Ležácké tragédie), Vrbatův Kostelec (část Naučné stezky Chrastecka, z ní dostupný jeden ze základních nivelačních bodů Česka, pod ním údolí s balvanitým korytem řeky Žejbro, větší část směrem k přírodní památce Podskala na území Štěpánovské stupňoviny), Skutíčko (významná geologická lokalita), návrší Horka (bývalé kamenolomy, Žulová naučná stezka Horkami, rozsáhlá dobývací jáma dosud činného kamenolomu Litická), Skuteč (významná geologická lokalita Humperky s dosud činným kamenolomem, Městské muzeum s TIC, kulturně historické památky na území města), Malhošť (významná geologická lokalita), údolí řeky Krounky v Přírodním parku Údolí Krounky a Novohradky.

 Žlutě značené:
- Vodní nádrž Práčov / Křižanovice II – PR Strádovské Peklo;[63] řeka Chrudimka, vodní dílo a kaňon v PR Strádovské Peklo. Zajímavosti: Práčov s vodním dílem, zbytky hradiště, kostelem sv. Jakuba, vyrovnávací vodárenskou věží), v přírodní rezervaci Strádovské Peklo hluboké skalnaté údolí.
- Zderaz;[59] trasa vedená z území Loučenské tabule (PP Pivnice) přes část Skutečské pahorkatiny (Zderaz) do PR Maštale a Boru u Skutče (Loučenská tabule). Zajímavosti: Zderaz (několik unikátních skalních sklepů a obydlí vytesaných v pískovci, některé ze 2. pol. 19. století, sloužily k uskladňování potravin i k bydlení).

## Dopravní cesty
Skutečská pahorkatina s poměrně hustou sítí pozemních komunikací, vybudovány dvě železniční tratě, celostátní dráha s úsekem trati 238 (Pardubice – Havlíčkův Brod) a regionální dráha s úsekem trati 261 (Svitavy – Žďárec u Skutče), u Skutče vybudováno původně vojenské polní (1938 – 1939), dnes veřejné vnitrostátní letiště.

### Silnice
V oblasti Skutečské pahorkatiny slouží dopravě jedna silnice I. třídy, několik silnic II. třídy a místní komunikace, které jsou velkou měrou využívané pro vedení cyklistických tras. V úseku Slatiňany (Škrovád) – Nasavrky vedena silnice I. třídy č. 37 (Trutnov – Velká Bíteš) propojující oblast Krkonoš s Českomoravskou vrchovinou a dálnicí D1 na 162. kilometru. Silnice náleží mezi páteřní komunikace Pardubického kraje a z Nasavrk pokračuje přes vrcholovou část hřebene (Rohozná) centrální části Železných hor.
Na silnici I/37 navazují v oblasti Skutečské pahorkatiny pozemní komunikace :
- ze Slatiňan (silnice II/358) ve směru Skuteč – Zderaz (a dále na Nové Hrady a Litomyšl)
- z Nasavrk (silnice II/337) ve směru Miřetice – Louka – Vrbatův Kostelec – Skuteč

Ze silnice I. třídy č. 34 (České Budějovice – Svitavy) ve městě Hlinsko odbočuje silnice II/355 ve směru Holetín – Dřeveš – Chrast, na území Skutečské pahorkatiny úsek Dolní Holetín – Louka a v obci Krouna odbočuje silnice II/354 ve směru Předhradí – Skuteč.
Významná je silnice II/306 spojující Skuteč a Prosetín se silnicí II/355 vedenou přes Dřeveš.

### Železnice
Skutečskou pahorkatinou vedena celostátní dráha se železniční tratí Pardubice – Havlíčkův Brod (trať 238) v železničních úsecích: Vrbatův Kostelec – Prosetín – Žďárec u Skutče – Pokřikov a regionální dráha se železniční tratí Svitavy – Žďárec u Skutče (Trať 261) v železničních úsecích: Krouna – Předhradí – Skuteč (dříve Skuteč město) – Žďárec u Skutče (dříve Skuteč).

### Letiště
Veřejné vnitrostátní letiště s travnatou plochou bylo vybudováno ve Skutči. Provozovatelem letiště je Aeroklub Skuteč.

#### Historie letiště
Československá armáda rozhodla o výstavbě původně vojenského polního letiště ve 30. letech 20. století v důsledku ohrožení tehdejšího Československa. Pro výstavbu letiště s travnatou plochou bylo vybráno návrší nad Humperkami ve svažitém terénu (460–492 m n. m.) s lokalitou „Žďárecké" (katastrální území města Skuteč) a „Dolívka", též uváděna vzdálenější „Šenkýřka" (katastrální území obce Předhradí). Terénní úpravy probíhaly před II. světovou válkou v letech 1937 – 1939 s původně předpokládaným vojenským využitím letectvem Československé armády a leteckými posilami spojenců. Dostavbu letiště realizovala v Protektorátu Čechy a Morava armáda okupujících vojsk (Wehrmacht) tehdejší Třetí říše a v průběhu II. světové války využívalo letiště její válečné letectvo. V roce 1945 přešlo letiště do majetku státu a pod správu tehdy založeného Aeroklubu, později součásti branné organizace SVAZARM, pro účely sportovního létání. V roce 1954 bylo vybudováno další technologické zázemí a hangáry pro umístění letadel a stalo se největším a nejmoderněji zařízeným letištěm ve východních Čechách. V roce 1966 rozhodnutím státních orgánů letiště administrativně zrušeno, budovy poskytnuty Strojní a traktorové stanici pro účely oprav zemědělských strojů a travnatý areál letištní plochy předán Státnímu statku Hlinsko za účelem rozšíření produkce pícnin. V roce 1968 činnost Aeroklubu obnovena pouze pro sportovní létání na kluzácích s pronájmem části budov. Po roce 1990 realizována svépomocná výstavba nového technologického zázemí letiště a v letech 2002 – 2003 rozšířeno o další provozní budovy.